# Šubić
De Šubić (uitgesproken: Sjoebitsh) waren een van de twaalf stammen die de Kroatische soevereiniteit vormden in de middeleeuwen. Ze bezaten het graafschap Bribir in het binnenland van Dalmatië.

## Geschiedenis

### Origine
Vandaag is Bribir een historische plaats in het binnenland van Dalmatië. Het ligt op een afgeplatte heuvel, ongeveer 15 kilometer ten noordwesten van Skradin, vlak bij de oude weg naar Zadar die via Benkovac gaat. Onderaan de steile rotsen van de westelijke kant van de heuvel ligt de bron van de Bribirčicarivier die door de zeer vruchtbare velden van Bribir-Ostrovica stroomt. De heuvel van Bribir was een ideale plaats om het omliggende gebied te controleren en de controle over alle wegen en toegangen van de zee tot aan het achterland te beheersen.
Tijdens de Romeinse periode had Bribir (toen Varvaria) de status van een municipium en was het het centrum van een van de 14 Liburnische graafschappen. De Byzantijnse keizer Constantijn VII Porphyrogennetos schreef in de 10e eeuw over de Kroaten die zich in de 7e eeuw vestigden in Dalmatia, en hoe ze hun land verdeelden in elf graafschappen. Eén hiervan was Breberi, dat gecentreerd was op de site van het oude Varvaria. Een "lijn" van heuvels scheidde het van het gebied Knin in het noorden, en het grensde aan Skradin in het zuiden. Het werd beheerst door een stam die nobiles, comites of principes Breberienses worden genoemd, prinsen van Breber. Deze Breberienses maakten deel uit van de Šubić-stam, een van de twaalf stammen die de Kroatische soevereiniteit vormden in de middeleeuwen en een van zes waaruit een Ban, een landvoogd, werd verkozen.

### Wapen

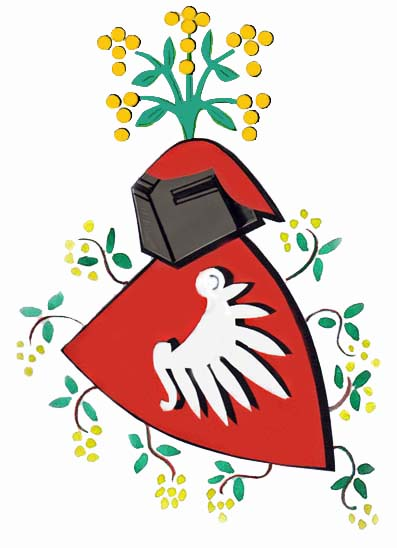
Wapenschild van de Šubić

Het oorspronkelijke wapenschild van deze clan van edelen is een zilveren (argent) vleugel op een rood (keel) schild, met een takje zuurbes. Argent en keel waren de kleuren van de Kroatische stammen die de kant van de pauselijke partij kozen, zoals de heren van Krk (die vroeger het wapen van de Romeinse familie Frangipani voerden), de Gusic, de Morovic en de Hrvatinic. Dit zijn nog steeds de kleuren van Kroatië.
De vleugel van het schild zou afkomstig kunnen zijn van het wapen van de koninklijke kamerheer, waarbij dit standaard was. Het valt trouwens op hoe vaak vleugels voorkomen op Kroatische wapens, zeker in de latere Kroatische heraldiek. Dit kan worden verklaard door de vele familiares van de machtige Zrins die dit deel van het Breberschild in hun wapenschild hebben bewaard.

### Tijdlijn
Wanneer leden van deze stam in recente geschiedenisboeken werden vernoemd in relatie tot hun prominente rol in de 13e en 14e eeuw, wordt de achternaam Šubić aan hun toegekend door de historicus zelf. Dit kwam doordat de leden van de stam zichzelf in die tijd niet de 'Šubić' noemden. Tijdens de middeleeuwen droeg iedere Kroatische man vier namen: de naam die hem werd gegeven bij zijn doop, zijn patroniem, de naam van zijn familie (die ook de naam van het dorp waarin hij leefde was) en de naam van zijn stam-verband. Toen het feodalisme werd geïntroduceerd, bevestigde Koning Bela hun bezit van de naam Breber (in 1251), vooral omdat het toen de gewoonte was genoemd te worden naar een van de belangrijkste leengoederen. De vele personages van de clan die uit de primaire Latijnse teksten voortkwamen kwalificeerden zichzelf als de Breberio; voorafgegaan door hun Christelijke naam en patroniem; maar ze voegden maar zelden hun stam-verband bij hun naam.
Het zegel van Paul I Šubić van Bribir (overleden in 1312), het meest beroemde lid van de clan, heeft de volgende tekst erop: + S(igillum). PAULI BREBERIENSIS BANI TOCIUS SCLAVONIE. Op een ander zegel van dezelfde man staat: PAULUS DE BREBERIO BANUS CROATORUM D(OMI)N(U)S ET BOSNE. Dus in het volks taalgebruik werd de naam Breber gebruikt in plaats van de Breberio; ook de varianten Breberić, Brebrić, Barbier, Barber en Barberich waren mogelijk. De 19e-eeuwse geleerde Kroatische historici die de eerste geschiedenisboeken schreven, opteerden de naam Šubić om voor het publiek te gebruiken. Dit omdat deze naam, in de vurige nationalistische geest van de tijd, veel geruststellender Slavisch klonk dan Breber.
Gedurende het bestuur van Demetrius Zvonimir (1075-1098), de mythische gouden eeuw van het koninkrijk Kroatië, werden de hoogste diensten van het gerechtshof postelnik (comes camerarius) en tepizo (comes palatinus) gehouden door Budez en Dominicus. Deze waren beiden 'Brebers'. Tijdens de 13e en 14e eeuw werden Brebers vaak opgeroepen om de post als graaf in de gebieden van Split, Trogir, Skradin en Omiš te dekken. In de documenten is het mogelijk om zes verschillende aftakkingen van de Brebers te onderscheiden. De beroemdste hiervan stamt af van iupanus Miroslaus Brebriensis, filius Bogdanizi (1184). Zijn hierboven al genoemde kleinzoon Paul, bereikte het toppunt van macht dat de Brebers kenden, tegen het einde van de 13e eeuw. Hij was Ban van Kroatië en Dalmatië, zijn heerschappij ging tot in Bosnië en samen met zijn broers had hij ook macht over de kuststeden van Dalmatië. Hij was voorstander van de Paus, en was instrumenteel in het plaatsen van de eerstgeboren koning van Napels, Karel, op de troon van Hongarije en Kroatië. Hij was (verre) familie van de koning van Napels, de koning van Servië, de Da Camino vorsten van Treviso, en de Tiepolo en Dandalo patriciërs van Venetië. Toen hij stierf in 1312, probeerde zijn oudste zoon Mladen de macht over de Kroatische clans te behouden, maar hij was onsuccesvol en verloor beetje bij beetje grond, kastelen en steden.

### Teloorgang
Buiten de verschillende aftakkingen die ieder hun eigen weg gingen, was er ook nog een groot deel dat zich bleef houden aan de oude houding van de Brebers. Toen in 1324 het burgerschap van Zadar werd toegekend aan de "nobiles domini de Briberio", kwamen er zo'n 190 leden van de clan naar de inhuldiging. In 1353 staken de Ottomaanse Turken de Dardanellen over en begonnen ze hun invasie van Europa. In de 15e eeuw was Bosnië al een pashalik van waaruit aanvallen werden uitgevoerd op Kroatië-Dalmatië. De feodale leenheren en de clankrijgers hadden geen hoop tegen de Turkse oorlogsmachine en ontmoetten hun lot bij de slag van Krbavsko Polje (1493). Het fort van de Brebers werd langs voren ingenomen door zowel Turkse, Hongaarse en Venetiaanse legers en tegen 1520 bleef er enkel nog een desolate hoop puin over. Het laatste bericht van de comites Breberienses van toen ze nog in hun eeuwenoude vestigingsplaats waren is in het diocesaans synode van Skradin, toen onder het bestuur van bisschop Archangel (1490-1502). Grote delen van de Kroatisch-Dalmatische bevolking verhuisde omwille van de Turkse terreur. Sommigen gingen naar steden bij de kust, andere staken de zee over naar Italië en vooral de edelen gingen zich vestigen in het noorden van Slavonië, dat toen nog onder Hongaars-Kroatische kroon stond. Met de verstoring van hun clan-organisatie gingen de verschillende Breberfamilies zich ieder apart vestigen in graafschap Zagreb (Comitatus Zagrebiensis). In de tweede helft van de 16e eeuw bevond één kern van Brebers zich in Turopolje (Campus Zagrebiensis) waar ze zich aansloten bij de vrije gemeenschap van lagere edelen. Een andere groep vestigde zich in Stubica en andere plaatsen in de Zagorje regio, waaronder de graven Jankovic Bribirsky, die het Horvatska herenhuis bezaten in de 17e eeuw en een van de prominente families bleven tot in de 20e eeuw. Op deze vernoemde plaatsen leven er tot op vandaag nog steeds Breber families.

## Zrinski-tak
In 1347 kende Lodewijk I van Hongarije, in de naam van graaf Gregory en graaf George (Kroatisch: Grgur en Juraj), die respectievelijk de zoon en neef van Ban Paul waren, het Kasteel van Zrin toe aan deze tak van de Brebers. Dit kasteel kregen ze in ruil voor het kasteel van Ostrovica, wat hun enige overgebleven bezit was buiten hun eeuwenoude vestiging Breber (Kroatisch: Bribir). Deze tak van de Brebers zou bekend worden onder de achternaam Zrin (maar ook als a Zrinio (Latijn), Zrinski (modern Kroatisch), Zrínyi (Hongaars), Zrini, de Serin (Frans) en Sdrin (Italiaans)). Ze kwamen aan hun toppunt van faam en glorie onder Graaf Nicolas IV (Kroatisch: Nikola IV), de held van Szigetvár (*1508 - †1566) en onder Graaf Nicolas VII (Kroatisch Nikola VII), de gesel van de Ottomanen (*1620 - †1664). 
Mark Forstall (of Marcus Forstall), de secretaris van de laatstgenoemde, schreef heel de geschiedenis van de Zrins op, hij spoorde het terug op tot bij de Brebers, tot bij de volledige stam van de Šubić, en van daar tot bij het Romeinse geslacht gens Sulpicia, die volgens Suetonius ontstaan zijn uit de liefde tussen Zeus en Pasiphaë. Zelfs de beroemde geleerde Charles Ducange (1610-1688) vermeldt deze fabelachtige oorsprong in zijn Illyrici Veteris et Novi, p. 237: Dynastae in Zrinio magno semper in Dalmatia, et in Croatia potentatu gaudebant, primum ante anno 1347. Breberiensium, deinde Zriniorum nomine cogniti: Comites Breberienses ex antiquo Sulpitorum Romanorum genere orti, Subich a Dalmatis patrio cognominabantur sermone. Een gevoel voor de klassieke oudheid was een cultureel kenmerk van de Renaissance en de wens om een link te hebben met de grote traditie van Rome was in die tijd een gebruikelijke ijdelheid. De bewering van de Zrins is echter niet helemaal ongegrond. Tijdens de tijden van het Romeinse Rijk was Dalmatië een senatorale provincie en had ze banden met de hoofdstad Rome. Publius Sulpicius Rufus was gouverneur van Illyricum rond 45 voor Christus en zou een nederzetting van clientes hier hebben kunnen bouwen, zoals dat bijna altijd gebeurde tijdens de Romeinse overheersing. Varvaria was een Romeinse municipium en stond onder Italische wet, maar was eigenlijk deel van de stam Claudia. Er is archeologisch bewezen dat er geen onderbreking van menselijke bewoning was in Bribir tussen dat het een Romeins municipium was en de aankomst van de Kroaten. Deze verbondenheid van de Breberienses met het 'universum' van Rome wordt onthuld door de opkomst van de macht toen Kroatië werd geplaatst onder pauselijke suzereniteit tijdens het bewind van Zvonimir (1075-1089) en ook toen ze bitter vochten tegen de Kacic stam, de voorvechters van de ketterse partij, en deze ook versloegen (1227). Ook later bleek dit nog toen de Paus Ban Mladen in brieven adresseerde als dilectus filius (1319). Andere stammen en families in Kroatië en Dalmatië zoals de Karin, de Babonić, de Frankopan, de Gusić en enkele patricische families van de kust beweerden een soortgelijke band met Rome te hebben.
De grootsheid van het huis Zrin eindigde met de broers Nicolas VII en Peter (Kroatisch: Petar), deze laatste werd veroordeeld tot de galg in het beroemde proces van Wenen (1671) met betrekking tot de Zrinski-Frankopan Samenzwering. De laatste graven, Adam Zrinski en Ivan Antun Zrinski verloren de vroegere macht van de familie. Adam kwam om in de cavalerieaanval tegen de Turken bij Slankamen in 1691 en Ivan Antun viel, zelfs na briljant gevochten te hebben tegen de Fransen, in ongenade en stierf in de gevangenis in 1703.

## Beroemde familieleden
De beroemdste familieleden staan hieronder vermeldt.
- Nikola Šubić Zrinski (ook Nikola IV), Ban van Kroatië van 1542 tot 1556
- Juraj IV Zrinski, de belangrijkste koninklijke schatbewaarder
- Juraj V Zrinski, Ban van Kroatië van 1622 tot 1626
- Nikola VII Zrinski, Ban van Kroatië van 1647 tot 1664
- Petar Zrinski (ook Petar IV), Ban van Kroatië van 1665 tot 1670
- Katarina Zrinska, dichter en ook vrouw van Petar Zrinski
- Ilona Zrínyi, dochter van Katarina en vrouw van Frans I Rákóczi

Nikola Šubić Zrinski (geboren in 1508), ook wel  Miklós Zrínyi  genoemd, was de Ban van Dalmatië, Slavonië en Kroatië; de commandant van Szigetvár (vanaf 1561) en de Habsburgse commandant in westelijk Hongarije. Hij wordt geconsidereerd als een van de moedigste en meest prominente leden van Zrinski familie, die samen met de Frankopans de meest aanstaande en beroemde adellijke familie van de Kroatische geschiedenis waren. Hij vestigde zijn reputatie als krijger in de verdediging van Wenen in 1529 en in de overwinning tegen de Turken in Boeda in 1529. Als Kroatische Ban, pleitte hij voortdurend voor de Kroatische belangen. Hij verwierf roem in het Beleg van Szigetvár in 1566. Meer dan 100.000 goed bewapende Turken die geleid werden door Süleyman I en Grootvizier Sokollu Mehmet Paşa belegerden de burcht van Szigetvár van 7 augustus tot 7 september 1566. Zrinski verdedigde het met "2.300 en nog een paar meer" manschappen, tot de burcht werd bestormd en hij omkwam. De Sultan had hem de kroon van Kroatië als Ottomaanse vazalstaat aangeboden, maar tevergeefs.  Sultan Süleyman stierf tijdens deze belegering na een langdurige ziekte. Na de dood van de Sultan zag de Grootvizier af van een verdere opmars naar Wenen en keerde terug naar Constantinopel.  
De zoon van Nikola IV Zrinski, Juraj IV Zrinski, erfde de bezittingen van zijn vader. Deze was meer geïnteresseerd in boeken dan in ridderlijkheid. Hij werd enthousiast over het Lutheranisme, dat hij zelf niet accepteerde, maar hij dwong wel de mensen om protestant te worden. Hij vervolgde katholieke priesters en vernietigde verschillende katholieke kerken, in het bijzonder het bekende Paulistenklooster van Sveta Jelena. Dit bracht hem in diskrediet bij de bevolking. Maar aan de andere kant richtte hij de eerste drukkerije op in Nedelišće (vlak bij Čakovec) in 1574. Dit was de allereerste drukkerij van heel Kroatië.
Zijn zoon, Juraj V Zrinski, greep terug naar het katholicisme en "zuiverde" Međimurje van het lutheranisme. Maar zijn "scherpe tong" en zijn ridderlijkheid waren een doorn in het oog van zijn overste, generaal Albrecht von Wallenstein. Deze liet Juraj vergiftigen na een verbaal duel in 1626.

### Andere takken
Graaf Martino Zrinski (of Sdrigna), werd geboren in 1462 en was de zoon van graaf Peter II, broer van Nikola III en vader van Nikola IV, diegene waar ook naar wordt verwezen als Nikola de Grote Zrinski van Sziget (Szigetvár in het Hongaars).
Martino Zrinski was het eerste lid van de familie die woonde in Kefalonia, Griekenland. Hij nam daar de nieuwe achternaam Sdrin (of Sdrinia) aan. 
Een andere tak van de Breberclan, die afstamden van Peter die leefde in de 14e eeuw, dankte zijn bestaan aan hun onwrikbare loyaliteit aan Keizer Sigismund, die later Keizer van het Heilig Roomse Rijk werd, in diens strijd om de kroon van Kroatië-Hongarije tegen Ladislaus van Napels. Nikola, Jacob en Johan, nobiles de Breberio, maakten deel uit van deze tak. Jacob werd verkozen tot Viceban. De familie ontvieng ook het kasteel van Perna en al het toebehoren. De familie was toen bekend onder de naam Perenyi (Kroatisch: Peranski; in andere talen o.a.: Peransky, de Perén, Pernya) en velen van hen waren magnaten van Hongarije tot in de 20e eeuw. Gabriël Perényi en de bisschop Frans Perényi stierven in de hoopvolle Slag bij Mohács (29 augustus 1526). Nog een andere tak van de familie die rijk en machtig werd waren de afstammelingen van Ugrinus (gestorven in 1335). Onder de achternaam Melić, die later veranderde in Melith, verwierven ze uitgestrekte landerijen in Transsylvanië.

## Leden van het huis Šubić
- Stjepko Šubić - was graaf van Trogir
  - Paul I Šubić van Bribir (1245-1312) - was graaf van Bribir, ban van Kroatië en heerser van Bosnië
    - Mladen II Šubić van Bribir (1270-1343) - was graaf van Bribir, ban van Kroatië, heerser van Bosnië en ban van Bosnië
    - George II Šubić van Bribir (1275-1330) - was graaf van Bribir en graaf van Split; hij regeerde vanuit het Fort van Klis
      - Paul III Šubić van Bribir (?-1356) - trouwde met Catherina Dandolo uit Venetië
      - Katarina Šubić - trouwde met Ivan Jurišić Bribirski

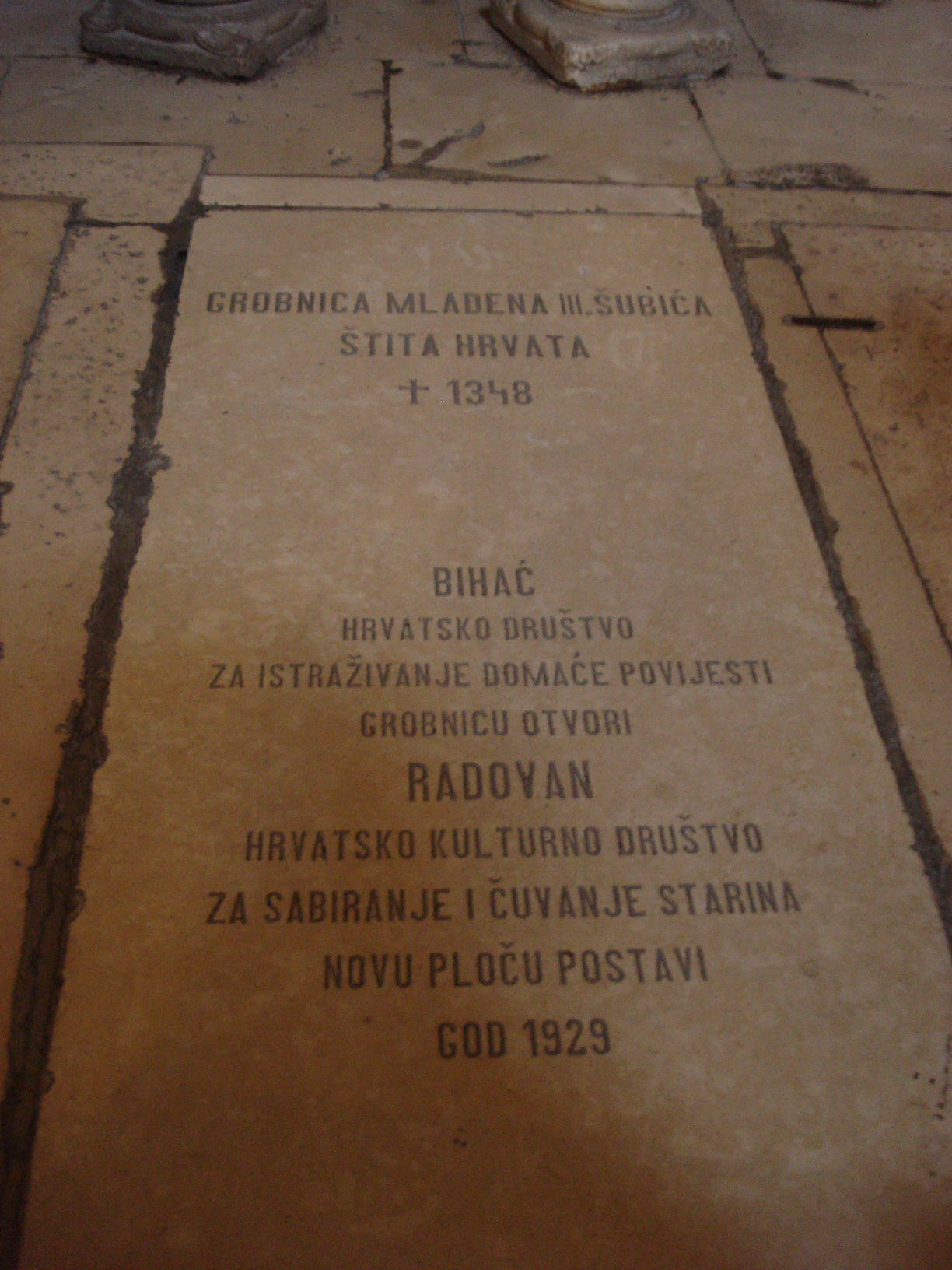
Grafsteen van Mladen III Šubić van Bribir, in de Trogir Kathedraal

      - Deodat Šubić (?-1348) Grafsteen van Mladen III Šubić van Bribir, in de Trogir Kathedraal
      - Mladen III Šubić van Bribir (1315-1348) - werd ook "Schild van de Kroaten" genoemd; hij regeerde vanuit het Fort van Klis; hij trouwde met Jelena Nemanjić Šubić, een dochter van Stefan Uroš III Dečanski
        - Mladen IV Šubić van Bribir
          - Senko Šubić van Bribir
            - Radics
            - Bielak

      - Katharina Šubić van Kroatië (?-1358) - ze trouwde met de hertog van Liegnitz-Brieg, Bolesław III de Verkwister, in 1326

    - Jelena Šubić (1306-1378) - ze trouwde met Vladislaus van Bosnië, die hertog van middeleeuws Bosnië was

  - Paul II Šubić van Bribir (?-1346) - hij was graaf van Trogir, graaf van Ostrovica; hij trouwde met Elizabeth Frankopan (Elizabeth Krćka)
    - Juraj III Šubić van Bribir (Juraj I Zrinski) (?-1362)
      - Elizabeth - ze trouwde met Tamás van Corbovië
      - Paul (1414)

    - Pribko
    - Katharina - ze was een non

  - Gregorius I Šubić van Bribir - hij was graaf van Šibenik
- George I Šubić van Bribir (1277-1302) - hij was graaf van Trogir, graaf van Omiš en Graaf van Nin; hij regeerde vanuit het Fort van Klis
  -     - Ivan (?-1358)
- Mladen I Šubić van Bribir (?-1304) - hij was graaf van Split en heerser van Bosnië (Dominus Bosnia); hij regeerde vanuit het Fort van Klis na de dood van George I
- Stanislava Šubić (?-1304) - ze was een non
- een dochter (?-1330) - ze trouwde met Jacopo Tiepolo